# Omer Bakhit
Omer Mohamed Bakhit (ur. 24 listopada 1984) – piłkarz sudański grający na pozycji prawego obrońcy.

## Kariera klubowa
Piłkarską karierę Bakhit rozpoczął w klubie Al-Hilal z Omdurmanu. W jego barwach zadebiutował w pierwszej lidze sudańskiej i z czasem stał się podstawowym obrońcą. Swój pierwszy sukces osiągnął z nim w 2003 roku po raz pierwszy został mistrzem kraju, a w 2004 roku sięgnął po dublet (mistrzostwo i Puchar Sudanu). Zdobycie prymatu w kraju powtarzał z klubem z Omdurmanu przez kolejne lata aż do roku 2007.

## Kariera reprezentacyjna
W reprezentacji Sudanu Bakhit zadebiutował w 2005 roku. W 2008 roku został powołany przez selekcjonera Mohameda Abdallaha do kadry na Puchar Narodów Afryki 2008.